# فهرست شهرستان‌های نیوجرسی

فهرست شهرستان‌های نیوجرسی
| نام شهرستان | مرکز شهرستان         | تأسیس | جمعیت   | مساحت        | نقشه |
| ----------- | -------------------- | ----- | ------- | ------------ | ---- |
| آتلانتیک    | Mays Landing         | ۱۸۳۷  | ۲۷۴٬۵۴۹ | ۵۶۱ مایل‌مربع |      |
| برگن        | هکنساک               | ۱۶۸۳  | ۹۰۵٬۱۱۶ | ۲۳۴ مایل‌مربع |      |
| برلینگتون   | مونت هالی            | ۱۶۹۴  | ۴۴۸٬۷۳۴ | ۸۰۵ مایل‌مربع |      |
| کمدن        | کمدن                 | ۱۸۴۴  | ۵۱۳٬۶۵۷ | ۲۲۲ مایل‌مربع |      |
| کیپ می      | Cape May Court House | ۱۶۹۲  | ۹۷٬۲۶۵  | ۲۳۴ مایل‌مربع |      |
| کامبرلند    | بریجتون              | ۱۷۴۸  | ۱۵۶٬۸۹۸ | ۴۸۹ مایل‌مربع |      |
| اسکس        | نیوآرک               | ۱۶۸۳  | ۷۸۳٬۹۶۹ | ۱۲۶ مایل‌مربع |      |
| گلاستر      | وودبوری              | ۱۶۸۶  | ۲۸۸٬۲۸۸ | ۳۲۵ مایل‌مربع |      |
| هادسون      | جرزی سیتی            | ۱۸۴۰  | ۶۳۴٬۲۶۶ | ۴۷ مایل‌مربع  |      |
| هانتردن     | فلمینگتون            | ۱۷۱۴  | ۱۲۸٬۳۴۹ | ۴۳۰ مایل‌مربع |      |
| مرسر        | ترنتون               | ۱۸۳۸  | ۳۶۶٬۵۱۳ | ۲۲۶ مایل‌مربع |      |
| میدل‌سکس     | نیو برانزویک         | ۱۶۸۳  | ۸۰۹٬۸۵۸ | ۳۱۱ مایل‌مربع |      |
| مون ماوت    | فریهولد برو          | ۱۶۸۳  | ۶۳۰٬۳۸۰ | ۴۷۲ مایل‌مربع |      |
| موریس       | موریس‌تاون            | ۱۷۳۹  | ۴۹۲٬۲۷۶ | ۴۶۹ مایل‌مربع |      |
| اوشن        | تامز ریور            | ۱۸۵۰  | ۵۷۶٬۵۶۷ | ۹۱۶ مایل‌مربع |      |
| پسایک       | پترسون               | ۱۸۳۷  | ۵۰۱٬۲۲۶ | ۱۸۵ مایل‌مربع |      |
| سلیم        | سیلم                 | ۱۶۹۴  | ۶۶٬۰۸۳  | ۳۳۸ مایل‌مربع |      |
| سامرست      | سومرویل              | ۱۶۸۸  | ۳۲۳٬۴۴۴ | ۳۰۵ مایل‌مربع |      |
| ساسکس       | نیوتون               | ۱۷۵۳  | ۱۴۹٬۲۶۵ | ۵۲۱ مایل‌مربع |      |
| یونیون      | الیزابت              | ۱۸۵۷  | ۵۳۶٬۴۹۹ | ۵۲۱ مایل‌مربع |      |
| وارن        | بلویدر               | ۱۸۲۴  | ۱۰۸٬۶۹۲ | ۵۲۱ مایل‌مربع |      |